# Prairie Masker
Il Prairie - Masker è un sistema di riduzione dell'emissione sonora in acqua installato su alcune unità navali della Marina degli Stati Uniti d'America, tra cui la Classe Spruance, la Classe Arleigh Burke e la Classe Ticonderoga (incrociatore), il sistema ha lo scopo di ridurre la possibilità di scoperta e tracciamento da parte dei sistemi sonar attivi e dei sistemi di riconoscimento acustico passivi.

La parte denominata Masker è costituita da due bande finemente forate installate sulla superficie dello scafo in corrispondenza dei motori della nave. Viene insufflata aria compressa che forzata attraverso i piccoli fori praticati nelle bande produce una scia di bolle d'aria tutto attorno allo scafo in navigazione. 
Le bolle d'aria costituiscono una barriera per le onde sonore a bassa frequenza prodotte dai motori.
Il sistema detto Prairie funziona sulla base dello stesso principio ma viene installato sulle eliche della nave. Il sistema ha la principale funzione di impedire l'identificazione della traccia sonora della nave da parte di unità sottomarine ostili attraverso l'analisi delle onde sonore emesse.